# Perutz-Gletscher
Der Perutz-Gletscher ist ein 16 km langer und 3 km breiter Gletscher an der Fallières-Küste im Westen des Grahamlands auf der Antarktischen Halbinsel. Er fließt in westnordwestlicher Richtung zum Bourgeois-Fjord, den er unmittelbar östlich des Thomson Head erreicht.
Die Mündung des Gletschers wurde 1936 bei der British Graham Land Expedition (1934–1937) unter der Leitung des australischen Polarforschers John Rymill vermessen. Der Falkland Islands Dependencies Survey nahm zwischen 1946 und 1947 sowie 1947 und 1948 Vermessungen des kompletten Gletschers vor und benannte ihn nach dem britischen Chemiker und Nobelpreisträger Max Ferdinand Perutz (1914–2002), der bedeutende Beiträge zum Verständnis der Gletscherdynamik leistete.